# Andrej Dujella
Andrej Dujella (Pula, 21. svibnja 1966.), hrvatski matematičar i akademik.

## Životopis
Rodio se u Puli, živio u Novigradu dalmatinskom i Zadru, matematiku je diplomirao 1990. na Prirodoslovno-matematičkom fakultetu u Zagrebu, gdje je i magistrirao 1993, a doktorirao 1996. Od 2004. je redoviti profesor matematike na istom fakultetu, a od 2012. redoviti član Hrvatske akademije znanosti i umjetnosti. 
Autor je knjige "Teorija brojeva" koja je prevedena i na engleski jezik. 

## Znanstveni i stručni rad
Bavi se teorijom brojeva i kriptografijom. U svojim radovima oživio je problematiku diofantskih m-torka kojoj je začetnik Diofant iz Aleksandrije. Dokazao je da postoji samo konačno mnogo diofantskih petorka.  Rezultate je primijenio za konstrukciju eliptičkih krivulja velikog ranga. 
Voditelj je 13 doktorskih disertacija i 8 magistarskih radova. Glavni je urednik znanstvenih časopisa "Glasnik matematički" i "Rad HAZU, Matematičke znanosti".
Dobitnik je nagrade HAZU-a za područje prirodnih znanosti i matematike 2003. godine i godišnje Državne nagrade za znanost 2006. godine.

## Vanjske poveznice
- http://info.hazu.hr/hr/clanovi_akademije/osobne_stranice/adujella/adujella_biografija/
- https://web.math.pmf.unizg.hr/~duje/